# Mnazichoumoué
Mnazichoumoué ist eine Siedlung auf der Komoreninsel Anjouan im Indischen Ozean.

## Geografie
Der Ort liegt am Südzipfel der Insel südlich von Mrémani und von Daji, hoch über der steilen Küste, auf einer Höhe von 400 m.
Der Ort liegt zwischen Mrijou und Chaouéni. Eine Abzweigung der Hauptstraße führt nach Nounga. Im Osten bildet das Tal des T’Santsa einen tiefen Einschnitt, so dass kein Weg nach Bouéjou führt.

## Klima
Nach dem Köppen-Geiger-System zeichnet sich Mnazichoumoué durch ein tropisches Klima mit der Kurzbezeichnung Am aus. Die Temperaturen sind das ganze Jahr über konstant und liegen zwischen 20 °C und 25 °C.